# Aurelian Crăiuțu
Aurelian Crăiuțu (n. 28 ianuarie 1966) România) este un politolog, filosof politic și profesor universitar româno-american, cunoscut pentru lucrările sale în domeniul liberalismului, gândirii politice franceze și tranziției postcomuniste din Europa de Est. În prezent, este profesor de științe politice la Indiana University, Bloomington (SUA).

## Biografie
Aurelian Crăiuțu s-a născut în anul 1966 în România. A obținut titlul de doctor (Ph.D.) în științe politice la Princeton University, unde a studiat sub îndrumarea unor profesori de renume internațional.
Cercetările lui Crăiuțu se axează pe tradiția liberalismului moderației, gândirea politică franceză din secolele XVIII–XIX și reconstrucția intelectuală a Europei Centrale și de Est după căderea comunismului. A analizat critic gânditori precum Alexis de Tocqueville, Benjamin Constant, Raymond Aron, și Lucien Jaume. Este, de asemenea, interesat de relația dintre moralitate, moderație și democrație liberală. A susținut numeroase conferințe internaționale și este membru în diverse organizații academice.
Deși stabilit în SUA, Crăiuțu a rămas implicat în viața intelectuală românească. Colaborează cu reviste de cultură și știință politică, participă la dezbateri publice și promovează ideea unui liberalism rațional și moderat în contextul românesc.

## Lucrări publicate (selecție)
- Liberalism under Siege: The Political Thought of the French Doctrinaires (2003)
- A Virtue for Courageous Minds: Moderation in French Political Thought, 1748–1830 (2012)
- Faces of Moderation: The Art of Balance in an Age of Extremes (2017)
- In Praise of Moderation (2023, în limba română)

De asemenea, a coordonat și editat volume colective și a publicat articole în reviste academice prestigioase precum History of Political Thought, Perspectives on Political Science și Review of Politics.